# 戸室和亮
戸室 和亮（とむろ かずすけ、6月28日 - ）は、声優、俳優、作曲家、シンガーソングライター。
栃木県宇都宮市出身。以前はぷろだくしょんバオバブ、エフエム栃木に所属していた。

## 略歴・人物
宇都宮アート＆スポーツ専門学校声優アナウンス科を卒業後、エフエム栃木でラジオリポーター等を務めていた。
ぷろだくしょんバオバブ在籍時には主に舞台俳優、音楽活動をしていた。

## 作品

### 舞台出演
- R＊A01_01　【Riecca.(01)】
- 芝居畑クローバー　作品名無題
- 劇団アルゴリズム　サンタクロースがやってきた！
- トッコ演劇工房　むかしむかしのゆめの夜
- ものがたりグループ☆ポランの会　銀河鉄道の夜
- 百年先俳優会　ウィンザーの陽気な女房たち

### ラジオ出演
- B-UP！
- 高根沢たんたんCafe
- RBZ[2]

### 楽曲提供
- Lovely☆Candy オリジナル曲『サクランブレラ』（作編曲）
- Unique Rabbits「Gochiclassic」（テーマソング・挿入歌・音楽）
- NightWalker『街はFossil Rockstar』（作詞・作曲）
- NightWalker『消えない虹』（作詞・作曲）
- NightWalker『Alissa』（作詞・作曲）
- NightWalker『夜の太陽』（作詞・作曲）
- 萱沼千穂『イロトリドリ！』（作編曲）